# Stictoleptura palmi
Stictoleptura palmi är en skalbaggsart som först beskrevs av C V Demelt år 1971.  Den ingår i släktet Stictoleptura, och familjen långhorningar. Utbredningsområdet är Kanarieöarna, där den först återfanns på Teneriffa. Inga underarter finns listade i Catalogue of Life.
Stictoleptura palmi är uppkallad efter den svenske entomologen Thure Palm.